# Юйцзюлюй Мугулюй
Юйцзюлюй Мугулюй (кит. упр. 郁久閭木骨閭, пиньинь Yùjiǔlǘ Mùgǔlǘ) — предок и основатель государства жужаней, живший примерно в конце III века н. э. Термин «монгол» является вероятным производным от его имени.

## Биография
Согласно китайским источникам, Юйцзюлюй Мугулюй был рабом неизвестного происхождения. Его захватили в плен сяньбийцы которые дали ему имя Мугулюй (木骨閭), что на их языке означало «плешивый». Впоследствии он был освобождён от рабства и получил разрешение служить в сяньбийской коннице. Однако за невыполнение приказа (опоздание) Мугулюй был приговорён к смерти. Ему удалось бежать в ущелье Гуанлюци, где он собрал вокруг себя около сотни таких же беглецов. Эта группа поселилась в аймаке Чуньтулинь и стала основой для формирования будущего Жужаньского каганата.